# スカルド詩
スカルド詩（スカルドし、吟唱詩とも）とは、9世紀から13世紀ごろの北欧（特にスカンディナヴィアやアイスランド）で読まれた古ノルド語の韻文詩のことである。宮廷律、ヘイティ、ケニングの多用などの特徴をもつ。神話や古代の英雄を謳ったエッダ詩とは対照的に、その詩が詠まれた当時の王や戦士を主題として取り上げたものが多い。また概してエッダ詩より複雑な技法が用いられている。サガや石に刻まれたルーン文字の碑文などにみられる。

## スカルド

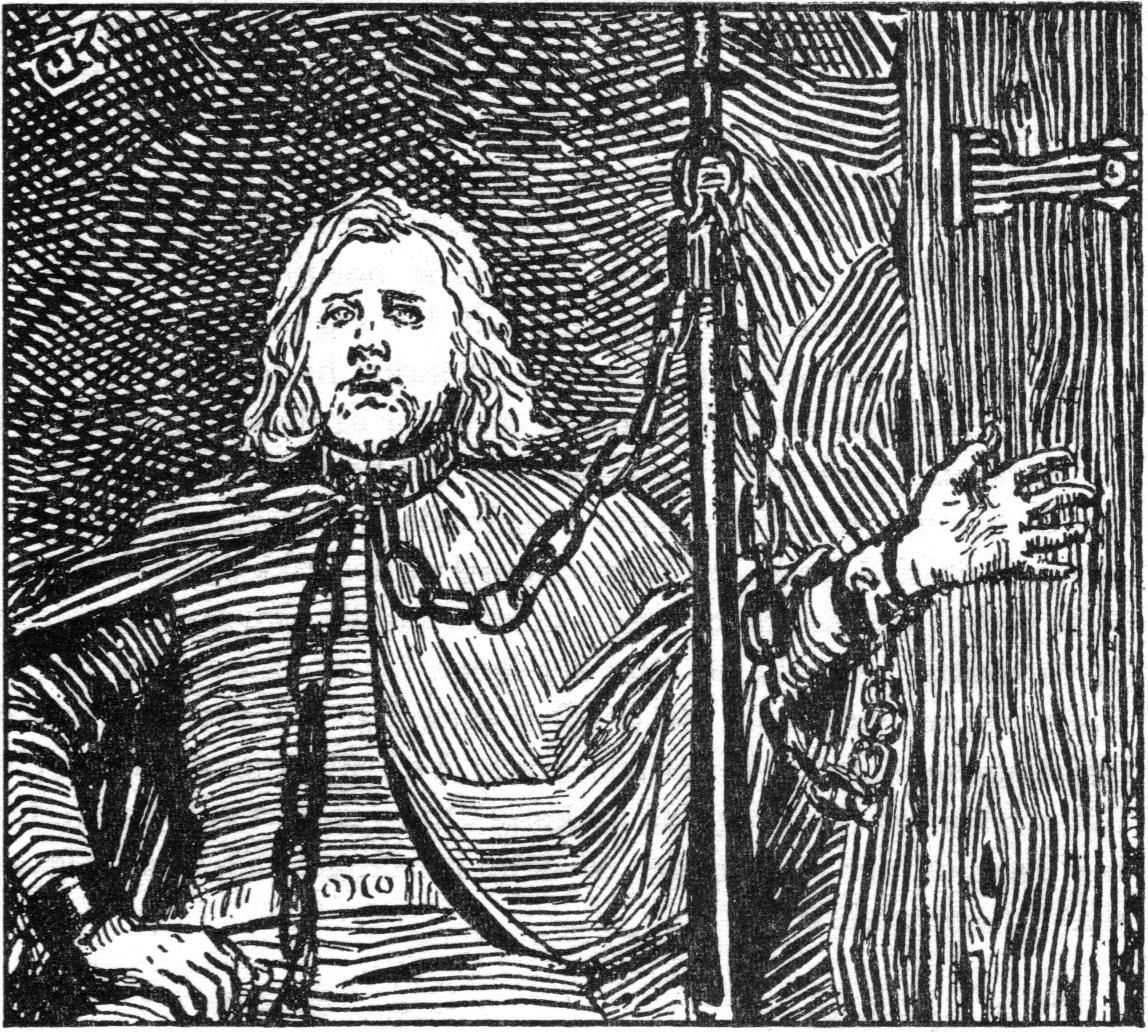
スカルド

スカルド詩を詠んだ人々をスカルド（skald、吟唱詩人、スカルド詩人とも）という。彼らの多くは宮廷に仕え、王が出征するときもそれに同行し、その場で王の活躍をスカルド詩に詠んだ。
作者不明であることが多いエッダ詩とは異なり、ほとんどの詩をいずれかの作者に帰することができる。現在ではおよそ240人のスカルドの名前が残っており、なかには女性のスカルドもいたという。『詩人一覧（スカールダタル）』（1260年頃）の中には146名のスカルドの名が連ねられている。

## 特徴

### 宮廷律
宮廷律（dróttkvætt、吟唱韻律とも）とは、スカルド詩に見られる韻律の形態である。1つの詩は通常8行からなる。各行は6つの音節をもち、そのうち3音節に強勢が置かれる。強勢が置かれた音節は揚格と呼ばれ、そうでない音節は抑格と呼ばれる。奇数行の揚格の内2つと偶数行の最初の揚格に頭韻が置かれる。また行内韻も用いられる。奇数行に用いられるものを半韻（子音のみ一致）、偶数行に用いられるものを完全韻（母音とそれに続く子音が一致）と呼ぶ。行末の2音節はトロケ（toroké、揚格・抑格の順に並ぶ韻脚）を構成する。

### ヘイティ
ヘイティ (heiti) とは、スカルド詩のみに用いられる特殊な単語のことである。日常使われる単語に特別な意味を持たせることもヘイティに含まれる。古ノルド語で「名」あるいは「呼称」という意味をもつ。

### ケニング
ケニング（kenning、婉曲代称法とも）とは、一種の比喩であり、ある概念を複数の単語を用いて言い換えることである。たとえば「傷つける枝」という言葉は「剣」を指す、といった具合である。この語は「名づける」あるいは「認める」という意味をもつ。

### 内容
スカルド詩は王の栄光や戦士の武勇を主題とすることがほとんどである。そのため、スカルド詩において北欧神話の要素はケニングなどの形でしか表れないことが多い。北欧神話の物語に直接言及している詩は『長き秋』『ソール頌歌』『ラグナル頌歌』『家の頌歌』など、少数の作品しか現存していない。

## 代表的なスカルド詩
- 『家の頌歌』 - 『家の讃歌』とも。ウールヴル・ウッガソンの作とされる。
- 『ソール頌歌』 - 『ソール神頌歌』『トール讃歌』『トールの歌』とも。神トール（ソール）の武勇を頌える詩。エイリーヴル・ゴズルーナルソンの作。
- 『長き秋』 - 『秋の長詩』『ハウストロン』とも。フヴィーンのショーゾールヴルの作とされる。
- 『ユングリンガ・タル』 (Ynglingatal) - 『ヘイムスクリングラ』の『ユングリング家のサガ』の元となった。
- 『ラグナル頌歌』 - 『ラグナルのドラパ』『ラグナルの歌』とも。ラグナル・ロズブロークに関する詩。ブラギ・ボッダソンの作。
- 『ハーコンの言葉』 - 『ホーコンの歌』とも。ホーコン善王に関する詩。剽窃詩人エイヴィンドルの作。
- 『エイリークルの言葉』 - 『エイリークの歌』とも。エイリーク血斧王に関する詩。
- 『大鴉の言葉』 - 『ハラルドルの歌』とも。ハラルドル美髪王（ノルウェー王ハーラル1世）に関する詩。9世紀ノルウェーの詩人ソルビョルン・ホルンクロヴィ（英語版）の作。
- 『ソナトレク』 (Sonatorrek) - 「息子たちの喪失」の意味[5]。エギルが次男と長男を立て続けに失った悲しみを詠んだ詩。『エギルのサガ』に納められている。
- 『東方の旅からの詩』 (Austrfararvísur)

また『スカルド詩人のサガ』では「スカルド詩人のサガ」としてスカルドが登場するサガが6つ挙げられている。
- 『エギルのサガ』(Egils saga, Egla)
- 『宣誓兄弟のサガ』 (Fóstbrœðra saga)
- 『コルマクのサガ』 (Kormáks saga)
- 『（やっかい詩人）ハルフレズのサガ』 (Hallfreðar saga)
- 『蛇舌のグンラウグのサガ』 (Gunnlaugs saga)
- 『ヒータル谷の勇士ビョルンのサガ』 (Bjarnar saga Hítdœlakappa)

## 代表的なスカルド
- ブラギ・ボッダソン (Bragi Boddason) - 最初のスカルドとされている。代表作に『ラグナルの歌』がある。
- エギル・スカラグリームスソン - ヴァイキングであるとともに、優れたスカルドでもあった。
- シグヴァト・ソルザルソン (Sigvatr Þórðarson)
- コルマク・オグムンダルソン (Kormákr Ögmundarson)
- ハルフレズ・オッタルスソン
- スノッリ・ストゥルルソン - 『スノッリのエッダ』の第3部「韻律一覧」で多くのスカルド詩を作っている。